# Gerrit Jan Dimmendaal
Gerrit Jan Dimmendaal (* 1955) ist ein niederländischer Afrikanist.

## Leben
Das Studium (1973–1978) der Afrikanistik, Geschichte, Arabistik und vergleichenden Literaturwissenschaft an der Universität Leiden schloss er 1982 dort mit der Promotion ab. Seit 2000 ist er Professor für Afrikanistik an der Universität zu Köln.

## Schriften (Auswahl)
- The Turkana language (= Publications in African Languages and Linguistics. 2). Foris Publications, Dordrecht u. a. 1983, ISBN 90-70176-83-1.
- als Herausgeber mit Marco Last: Surmic languages and cultures (= Nilo-Saharan. 13). Köppe, Köln 1998, ISBN 3-89645-131-6.
- als Herausgeber: Coding participant marking. Construction types in twelve African languages (= Studies in Language. Companion Series. 110). Benjamins, Amsterdam u. a. 2009, ISBN 978-90-272-0577-3.
- Historical linguistics and the comparative study of African languages. Benjamins, Amsterdam u. a. 2011, ISBN 978-90-272-1178-1.